# Ryan Klapp
Ryan Klapp (ur. 10 stycznia 1993) – luksemburski piłkarz występujący na pozycji pomocnika w luksemburskim klubie F91 Dudelange. W latach 2010–2013 młodzieżowy reprezentant Luksemburga w kadrach U-17 i U-21.

## Kariera klubowa

### Racing FC Union Luksemburg
1 lipca 2012 został przeniesiony z zespołu juniorskiego do pierwszej drużyny Racing FC Union Luksemburg. Zadebiutował 5 sierpnia 2012 w meczu Nationaldivisioun przeciwko CS Pétange (1:0). Pierwszą bramkę zdobył 25 listopada 2012 w meczu ligowym przeciwko FC Differdange 03 (1:3).

### Fola Esch
1 lipca 2013 podpisał kontrakt z Fola Esch, w którym zadebiutował 10 sierpnia 2013 w meczu Nationaldivisioun przeciwko CS Grevenmacher (0:1). W sezonie 2013/14 wraz z zespołem zdobył wicemistrzostwo kraju. W następnym sezonie, a dokładnie 3 lipca 2014 zadebiutował w kwalifikacjach do Ligi Europy w meczu przeciwko IFK Göteborg (0:0). W sezonie 2014/15 razem z drużyną wywalczył Mistrzostwo Luksemburga. 22 lipca 2015 zadebiutował w kwalifikacjach do Ligi Mistrzów przeciwko Dinamo Zagrzeb (0:3). Pierwszą bramkę w barwach klubu zdobył 25 października 2015 w meczu ligowym przeciwko Etzella Ettelbruck (3:1). W sezonie 2015/16 ponownie zdobył wicemistrzostwo kraju. Powtórzył to trzy lata później, gdy w sezonie 2018/19 ponownie wywalczył wicemistrzostwo.

### F91 Dudelange
1 lipca 2019 podpisał kontrakt z F91 Dudelange, w którym zadebiutował 4 sierpnia 2019 w meczu Nationaldivisioun przeciwko Blue Boys Muhlenbach (3:1), zdobywając bramkę. 3 października 2019 po raz pierwszy wystąpił w meczu fazy grupowej Ligi Europy przeciwko Qarabağ Ağdam (1:4).

## Kariera reprezentacyjna

### Luksemburg U-17
W 2010 otrzymał powołanie do reprezentacji Luksemburga U-17, w której zadebiutował 7 kwietnia 2010 w meczu towarzyskim przeciwko reprezentacji Belgii U-17 (0:1).

### Luksemburg U-21
W 2010 otrzymał powołanie do reprezentacji Luksemburga U-21, w której zadebiutował 17 listopada 2010 w meczu towarzyskim przeciwko reprezentacji Finlandii U-21 (1:0).

## Statystyki

### Klubowe
(aktualne na dzień 8 sierpnia 2020)
| Klub               | Sezon              | Liga               | Liga  | Liga   | Puchar kraju | Puchar kraju | Europa | Europa | Suma  | Suma   |
| Klub               | Sezon              | Liga               | Mecze | Bramki | Mecze        | Bramki       | Mecze  | Bramki | Mecze | Bramki |
| ------------------ | ------------------ | ------------------ | ----- | ------ | ------------ | ------------ | ------ | ------ | ----- | ------ |
| RFCU Luksemburg    | 2012/13            | Nationaldivisioun  | 25    | 6      | 0            | 0            | 0      | 0      | 25    | 6      |
| RFCU Luksemburg    | Ogólnie            | Ogólnie            | 25    | 6      | 0            | 0            | 0      | 0      | 25    | 6      |
| RFCU Luksemburg    | 2013/14            | Nationaldivisioun  | 14    | 0      | 1            | 0            | 0      | 0      | 15    | 0      |
| RFCU Luksemburg    | 2014/15            | Nationaldivisioun  | 17    | 0      | 3            | 0            | 1      | 0      | 21    | 0      |
| RFCU Luksemburg    | 2015/16            | Nationaldivisioun  | 20    | 6      | 3            | 0            | 1      | 0      | 24    | 6      |
| RFCU Luksemburg    | 2016/17            | Nationaldivisioun  | 26    | 3      | 4            | 0            | 1      | 0      | 31    | 3      |
| RFCU Luksemburg    | 2017/18            | Nationaldivisioun  | 17    | 11     | 1            | 0            | 3      | 0      | 21    | 11     |
| RFCU Luksemburg    | 2018/19            | Nationaldivisioun  | 21    | 6      | 1            | 0            | 3      | 0      | 25    | 6      |
| RFCU Luksemburg    | Ogólnie            | Ogólnie            | 115   | 26     | 13           | 0            | 9      | 0      | 137   | 26     |
| F91 Dudelange      | 2019/20            | Nationaldivisioun  | 15    | 2      | 2            | 1            | 8      | 0      | 25    | 3      |
| F91 Dudelange      | Ogólnie            | Ogólnie            | 15    | 2      | 2            | 1            | 8      | 0      | 25    | 3      |
| Ogólnie w karierze | Ogólnie w karierze | Ogólnie w karierze | 155   | 34     | 15           | 1            | 17     | 0      | 187   | 35     |

### Reprezentacyjne
| Reprezentacja   | Rok     | Mecze | Bramki |
| --------------- | ------- | ----- | ------ |
| Luksemburg U-17 | 2010    | 1     | 0      |
| Ogólnie         | Ogólnie | 1     | 0      |
| Luksemburg U-21 | 2010    | 1     | 0      |
| Luksemburg U-21 | 2013    | 4     | 0      |
| Ogólnie         | Ogólnie | 5     | 0      |

| Mecze i gole w reprezentacji | Mecze i gole w reprezentacji | Mecze i gole w reprezentacji | Mecze i gole w reprezentacji | Mecze i gole w reprezentacji | Mecze i gole w reprezentacji | Mecze i gole w reprezentacji |
| Reprezentacja U-17           | Reprezentacja U-17           | Reprezentacja U-17           | Reprezentacja U-17           | Reprezentacja U-17           | Reprezentacja U-17           | Reprezentacja U-17           |
| Lp.                          | Data                         | Miejsce                      | Przeciwnik                   | Wynik                        | Gol                          | Rozgrywki                    |
| ---------------------------- | ---------------------------- | ---------------------------- | ---------------------------- | ---------------------------- | ---------------------------- | ---------------------------- |
| 1.                           | 07.04.2010                   | Tubize, Belgia               | Belgia U-17                  | 0:1                          |                              | Mecz towarzyski              |
| Reprezentacja U-21           |                              |                              |                              |                              |                              |                              |
| Lp.                          | Data                         | Miejsce                      | Przeciwnik                   | Wynik                        | Gol                          | Rozgrywki                    |
| 1.                           | 17.11.2010                   | Luksemburg, Luksemburg       | Finlandia U-21               | 1:0                          |                              | Mecz towarzyski              |
| 2.                           | 25.03.2013                   | Paisley, Szkocja             | Szkocja U-21                 | 3:0                          |                              | el. ME U-21 2015             |
| 3.                           | 11.06.2013                   | Ettelbruck, Luksemburg       | Słowacja U-21                | 1:7                          |                              | el. ME U-21 2015             |
| 4.                           | 05.09.2013                   | Esch-sur-Alzette, Luksemburg | Gruzja U-21                  | 0:3                          |                              | el. ME U-21 2015             |
| 5.                           | 09.09.2013                   | Dudelange, Luksemburg        | Holandia U-21                | 0:1                          |                              | el. ME U-21 2015             |

## Sukcesy
Fola Esch
- Mistrzostwo Luksemburga (1×): 2014/2015
- Wicemistrzostwo Luksemburga (3×): 2013/2014, 2015/2016, 2018/2019